# Dendrobium hydrophilum
Dendrobium hydrophilum är en orkidéart som beskrevs av Johannes Jacobus Smith. Dendrobium hydrophilum ingår i släktet Dendrobium, och familjen orkidéer.

## Underarter
Arten delas in i följande underarter:
- D. h. hydrophilum
- D. h. morotaiense